# Edmond Delfour
Maurice Edmond Delfour (Ris-Orangis, 1907. november 1. – Corte, 1990. december 19.) francia válogatott labdarúgó-középpályás, edző.
A francia válogatott tagjaként részt vett az 1930-as, az 1934-es és az 1938-as világbajnokságon.